# Edmund Kean
Edmund Kean, född 4 november 1787, död 15 maj 1833, var en engelsk skådespelare; sin tids störste Shakespearetolkare. Han var far till Charles Kean.
Kean var son till en obetydlig skådespelerska och växte upp i olika kringresande teatersällskap, innan han kom i lära hos buktalaren och mimikern Moses Kean, vars namn han upptog till tack för den sceniska uppfostran han fick. Kean firade efter tidiga framgångar i landsorten från 1814 triumfer på Drury Lane Theatre i London samt vid gästspel bland annat i Paris och USA. Han var den romantiska epokens store skådespelare på engelsk scen, genial i uppfattningen och inspirerad i den av stormande lidelse präglade framställningen. Bland Keans roller märks Hamlet, Kung Lear, Macbeth, Othello och Jago i Othello, Shylock i Köpmannen i Venedig och Richard III.